# 奧奇德 (密蘇里州)
奧奇德（英語：Orchid）是位於美國密蘇里州迪卡爾布縣的非建制地區。

## 歷史
奧奇德的郵局於1900年停運。

## 地理
奧奇德所處的海拔為高於海平面317米（即1040英呎），而該地所採用的時區為UTC-6，即北美中部時區（CST）。同時該地設有夏令時間，為UTC-6調快一小時，即UTC-5（CDT）。